# Intonația naturală
Intonația naturală este o scară sonoră care are cvinte (prin urmare și cvarte) și terțe mari și mici (prin urmare, sexte mici și mari) pure.
Intonația naturală (sau "justă") este folosită mai ales in interpretarea compozițiilor vocale.
Tonul mare (T) este diferența dintre o cvintă (3/2) și o cvartă pure (4/3). Este egal cu 9/8=1.1250 sau 203.9 de sutimi.
Tonul mic (t) este diferența dintre o terță mare pură (5/4) și un ton mare (9/8), adică 10/9=1.111 sau 182.4 de sutimi.
Semitonul diatonic (s) este diferența dintre o terță mare (5/4) și o cvartă pură (4/3), adică 16/15=1.0667 sau 111.7 de sutimi.
Semitonurile cromatice sunt de 92.1 de sutimi (egal cu T-s, intre secunde/septime mici și mari) si 70.7 de sutimi (egal cu t-s, intre terțe/sexte mici și mari).
Folosind combinații de tonuri și semitonuri se poate alcătui scara sonora din tabelul de mai jos. Deoarece exista doua tonuri diferite exista mai multe posibilitați pentru intervale. De exemplu, secunda mare poate fi definită ca M2=P1+T sau M2=P1+t. Aceasta schimbă alte intervale, de exemplu m7=P8-T sau m7=P8-t etc. Doar prima variantă este inclusa.
Notele G Bemol și F Diez diferă cu 2s-T=19.5 de sutimi. Similar, notele G Diez si A Bemol diferă cu 2s-t=41 de sutimi. Toate acestea fac ca transpoziția sau modulația sa nu poată fi aplicate, ceea ce reprezintă unul din principalele dezavantaje ale acestei scări sonore.
| Simbol | Nume             | Nota in gama Do major | Notația internațională | Raport | Sutimi | Crestere fată de prima P1 sau descrestere fată de octava P8 |
| ------ | ---------------- | --------------------- | ---------------------- | ------ | ------ | ----------------------------------------------------------- |
| P1     | Prima            | Do                    | C                      | 1.000  | 0      | P1                                                          |
| m2     | Secunda mică     | Re♭                   | D♭                     | 1.0667 | 111.7  | P1+s                                                        |
| M2     | Secunda mare     | Re                    | D                      | 1.125  | 203.9  | P1+T                                                        |
| m3     | Terța mică       | Mi bemol              | E bemol                | 1.200  | 315.6  | P1+T+s                                                      |
| M3     | Terța mare       | Mi                    | E                      | 1.250  | 386.3  | P1+T+t                                                      |
| P4     | Cvarta perfectă  | Fa                    | F                      | 1.333  | 497.6  | P1+T+t+s                                                    |
| P4♯    | Cvarta mărită    | Fa♯                   | F♯                     | 1.406  | 590.2  | P1+2T+t=P8-s-T-t-s                                          |
| P5♭    | Cvinta micsorată | Sol♭                  | G♭                     | 1.422  | 609.8  | P8-2T-t                                                     |
| P5     | Cvinta perfectă  | Sol                   | G                      | 1.500  | 701.9  | P8-s-T-t                                                    |
| P5♯    | Cvinta mărită    | Sol♯                  | G♯                     | 1.563  | 772.6  | P8-s-T-s                                                    |
| m6     | Sexta mica       | La bemol              | A bemol                | 1.6    | 813.7  | P8-T-t                                                      |
| M6     | Sexta mare       | La                    | A                      | 1.667  | 884.4  | P8-s-T                                                      |
| m7     | Septima mică     | Si♭                   | B♭                     | 1.778  | 996.1  | P8-T                                                        |
| M7     | Septima mare     | Si                    | B                      | 1.875  | 1088.3 | P8-s                                                        |
| P8     | Octava           | Do                    | C                      | 2.000  | 1200   | P8                                                          |

### Scara sonoră in cantarea bizantină
Cântarea bizantină românească urmează (cel putin teoretic) scara sonoră a lui Anton Pann formată din 22 de secțiuni. Diferite moduri (sau glasuri sau ehuri) bisericesti au diferite scări sonore. De exemplu, glasul 8 are un ton mare (T) egal cu 4 sectiuni, un ton mic (t) egal cu 3 secțiuni și un semiton (s) egal cu 2 secțiuni (echivalentă din acest punct de vedere cu raga indiana). Scara sonoră a glasului 8 (care este in modul diatonic) se obtine prin trepte succesive de {4,3,2,4,4,3,2} de secțiuni. In acest glas, coma sintonică este egala cu 55 de sutimi, iar coma lui Pitagora cu 109 de sutimi.
De notat ca alte biserici ortodoxe, de exemplu biserica ortodoxă greacă, folosesc o scară sonoră diferită de cantarea bizantină romanească.
| Simbol | Nume            | Raport | Sutimi | Crestere fata de prima P1 sau descrestere fata de octava P8 |
| ------ | --------------- | ------ | ------ | ----------------------------------------------------------- |
| P1     | Prima           | 1.000  | 0      | P1                                                          |
| M2     | Secunda mare    | 1.1343 | 218.2  | P1+T                                                        |
| M3     | Terța mare      | 1.247  | 381.8  | P1+T+t                                                      |
| P4     | Cvarta perfectă | 1.328  | 490.9  | P1+T+t+s                                                    |
| P5     | Cvinta perfectă | 1.506  | 709.1  | P8-s-t-T=P1+T+t+s+T                                         |
| M6     | Sexta mare      | 1.708  | 927.3  | P8-s-t                                                      |
| M7     | Septima mare    | 1.878  | 1090.9 | P8-s                                                        |
| P8     | Octava          | 2.000  | 1200   | P8                                                          |